# ブルー・アンブレラ
『ブルー・アンブレラ』(英: The Blue Umbrella) は、2013年公開のアメリカ合衆国のコンピュータアニメーション3D映画。アメリカ合衆国では2013年6月21日、日本では2013年7月6日に公開された。
同時上映は『モンスターズ・ユニバーシティ』。
監督を務めたサーシャ・アンセルドは、『カーズ2』、『トイ・ストーリー3』でカメラやレイアウトを担当している。
アンセルドは街の中で人間の顔に見えるものをiPhoneで撮影し、その表情をアニメートして10秒の動画を作成しピクサー社内プレゼンで提示している。実写と見まがうような自然な映像であり、アンセルドは「ストーリーが（実写のような）このスタイルを求めた」「都会が雨によって魔法のような場所に変わる奇跡の瞬間を強調するためには、魔法の世界に入る前の現時的な世界を描くことが重要だった」と語っている。CGは精細な描き込みだけでなく、カメラのレンズによって生じるボケ、退色したような色味の変化、レンズフレアまで完璧に表現しようとしている。

## ストーリー
ある雨の日、街中で"青い傘"は"赤い傘"に恋をする。